# وسام الحمام
إن وسام الحمام الأكثر شرفًا هو وسام الشهامة البريطاني الذي أسسه جورج الأول في 18 مايو 1725. اشتق الاسم من مراسم القرون الوسطى المتقنة لتعيين فارس، والذي تضمن الاستحمام (كرمز للتنقية) كأحد عناصره. عُرف الفرسان الذين تم إنشاؤهم باسم «فرسان الحمام». يعتبر وسام الحمام رابع أكبر رتبة في الفروسية البريطانية.

## تاريخ
خلال العصور الوسطى، غالبًا ما تم منح الفروسية احتفالات متقنة. تتضمن هذه عادة الفارس الذي يستحم (يرمز ربما إلى التطهير الروحي) حصل خلالها على تعليمات في واجبات الفروسية من قبل فرسان كبار. ومن ثم تم وضعه في الفراش ليجف. مرتديًا رداءًا خاصًا، تم اقتياده بالموسيقى إلى الكنيسة حيث قضى الليل على نحو متيقظ.